# École militaire égyptienne
L'École militaire égyptienne est un établissement d’enseignement fondé à Paris , actif de 1845 à 1848. Il fait suite à la Mission égyptienne à Paris, active de 1826 à 1845.
En 1819, Méhémet-Ali, gouverneur de l'Égypte ottomane, envoie un de ses officiers, Hajji Osman Noureddin,  en France et au Royaume-Uni, pour étudier les établissements d’enseignements qui pourraient être créés en Égypte. En 1826, il envoie 45 élèves en France, âgés de 16 à 28 ans, pour étudier les différentes matières : génie militaire, médecine, chimie, administration civile et militaire.
En 1844, Méhémet Ali, devenu quasiment indépendant, décide de faire éduquer à Paris deux de ses fils et deux de ses petits-fils ainsi que d’autres cadres de son  État. Il obtient du roi Louis-Philippe la création à Paris de l'École militaire égyptienne. Plusieurs officiers de l’armée française et de l’état-major royal, ainsi que des professeurs civils, sont affectés à cette école. Ouverte en septembre 1845, elle reçoit en tout 80 élèves. Elle est fermée à la fin de 1848 à cause des bouleversements politiques de cette période.
Parmi les élèves de cette école figurent Ismaïl Pacha, petit-fils de Méhémet-Ali et vice-roi d’Égypte de 1863 à 1879, Ali Pacha Chérif (en), éleveur de chevaux arabes, et son frère le diplomate Khalil-Bey, et d’autres personnalités de l’administration et de la science en Égypte.